# Spanglish
Spanglish er en amerikansk dramakomediefilm fra 2004 instrueret, produceret og skrevet af James L. Brooks. Filmen har Adam Sandler, Paz Vega og Téa Leoni på rollelisten.

## Medvirkende
- Adam Sandler
- Téa Leoni
- Paz Vega
- Cloris Leachman
- Shelbie Bruce
- Sarah Steele
- Ian Hyland
- Victoria Luna
- Cecilia Suárez
- Aimee Garcia